# Конструктивизам
Конструктивизам је правац апстрактне уметности и књижевности настао у Русији после Октобарске револуције. У свом изразу, лишеном декоративности и субјективне емотивности, наглашава елементе конструкције и геометријске апстракције. Конструктивизам је уметнички покрет раног двадесетог века који су 1915. основали Владимир Татлин и Александар Родченко. Апстрактна и строга, конструктивистичка уметност која је имала за циљ да одражава модерно индустријско друштво и урбани простор. Покрет је одбацио декоративну стилизацију у корист индустријског скупа материјала. Конструктивисти су били наклоњени уметности у пропагандне и друштвене сврхе, и били су повезани са совјетским социјализмом, бољшевицима и руском авангардом.
Конструктивизам је убрзо стигао и у Европу, нарочито у Холандију и Немачку, а нешто касније и у САД. Појам конструктивизам је настао најпре у сликарству а касније се употребљавао за обележавање начина приступа пројектовању у архитектури.

## Карактеристике
У основи конструктивизма, била је употреба једноставних геометријских облика; круга, троугла, квадрата и просте линије, који су били бојени, а у својим узајамним односима стварали су тензије у унутрашњости слике. У конструктивизму слика се „конструише“ од основних геометријских елемената.
Конструктивизам полази од раног футуризма, а његовим творцима се сматрају Казимир Маљевич и Александар Родченко. Маљевич је свој конструктивизам назвао супрематизам. Маљевич је насликао серију слика са квадратима, међу којима је најпознатија, слика Црни квадрат на белој позадини (1915), која је постала „икона“ тог правца. У двадесетим годинама Маљевич је почео да ствара тродимензионалне уметничке инсталације које је називао архитектонама и које су ушле у сталан репертоар конструктивизма.
Конструктивизам је донео револуцију у архитектури и његов најзначајнији представник у архитектури је познати архитекта Ле Корбизје. У архитектури је овај правац после назван функционализмом у којем је све подређено функцији и лепота произилази не из разлога примењивања декоративних елемента у украшавању објекта примењивањем и имитирањем декорација из прошлих архитектонских стилова већ у једноставним геометријским облицима и функцији.
У Холандији је под овим утицајима настала група Де Стијл, чији су најистакнутији представници били Тео ван Дусбург и Пит Мондријан.
У годинама 1919.—1934. радила је у Немачкој школа Баухаус коју је водио Валтер Гропијус и из које је изашло много новатора у стиловима 20. века. Интердисциплинарно опредељење је родило идеју о јединству естетике и функције а најпознатији чланови Баухауса су били Василиј Кандински, Паул Кле, Лајонел Фајнингер и други.
Конструктивизам је утицао на кубизам, футуризам као и авангардне правце кинетизам, оптичку уметност и на многе друге правце у историји уметности и архитектуре н. п. р. архитектуру деконсруктивизма.

## Најзначајнији Конструктивисти
- Наум Габо
- Ел Лисицки
- Казимир Маљевич
- Ласло Мохољи Нађ
- Антоан Певзнер
- Александар Родченко
- Владимир Татљин
- Браћа Веснин